# Donald Edward Osterbrock
Donald Edward Osterbrock (* 13. Juli 1924 in Cincinnati; † 11. Januar 2007 in Santa Cruz) war ein US-amerikanischer Astronom.
Osterbrock wuchs in Cincinnati (Ohio) auf. Er war Student von Subramanyan Chandrasekhar an der University of Chicago, wo er 1952 den Doktorgrad erlangte. Später arbeitete er an der Princeton University, an der University of Wisconsin und am California Institute of Technology. Seit 1973 war er an der University of California, Santa Cruz, wo er von 1973 bis 1981 das Lick-Observatorium leitete.
Osterbrock befasste sich besonders mit spektroskopischen Beobachtungen aktiver galaktischer Kerne und der Physik des ionisierten Gases in diesen Objekten und in Gasnebeln in unserer Milchstraße. Er ist Verfasser eines einflussreichen Lehrbuchs zu diesen Themen.

## Schriften (Auswahl)
- Astrophysics of gaseous nebulae, 1974, ISBN 0-7167-0348-3
- Astrophysics of gaseous nebulae and active galactic nuclei, 1989, ISBN 0-935702-22-9
- Walter Baade A Life in Astrophysics, 2001, ISBN 0-691-04936-X

## Ehrungen
- 1966 Mitgliedschaft in der National Academy of Sciences
- 1968 Mitgliedschaft in der American Academy of Arts and Sciences
- 1991 Bruce Medal
- 1991 Henry Norris Russell Lectureship
- 1991 Mitgliedschaft in der American Philosophical Society
- 1997 Goldmedaille der Royal Astronomical Society

Der Asteroid (6107) Osterbrock wurde nach ihm benannt.

## Nachrufe
- Tim Stephens: Donald Osterbrock, eminent astronomer and former director of Lick Observatory, dies at age 82. Website der University of California, Santa Cruz, 11. Januar 2007.
- Jeremy Pearce: Donald E. Osterbrock, 82, Who Studied the Cores of Galaxies, Dies. In: New York Times. 27. Januar 2007.